# Нортуич
Но́ртуич (англ. Northwich) — город и община в Англии, на территории унитарной единицы Западный Чешир и Честер на западе церемониального графства Чешир. Он располагается в сердце равнины Чешир, на месте слияния рек Уивер и Дейн. Нортуич был назван одним из лучших в Британии мест для жизни согласно The Sunday Times в 2014 году.
Область вокруг Нортуича была используема для соледобычи с Римских времён, когда поселение было известно как Кондат (Condate). Город сильно пострадал от соляного промысла, а провалы и оседание почвы были исторически значимой проблемой. В современный период приняты меры по стабилизации шахт.

## Известные уроженцы
- Руперт Холмс, британский и американский композитор, певец и автор песен, музыкант и автор пьес, романов и повестей.Ф